# Nekrolog 3. Quartal 1932
Nekrolog
◄◄
| ◄
| 1928
| 1929
| 1930
| 1931
| 1932 | 1933 | 1934 | 1935 | 1936 | ► | ►►
1. Quartal |
2. Quartal |
3. Quartal |
4. Quartal 1932
Weitere Ereignisse | Allgemeiner Nekrolog 1932
Die Beschreibung der verstorbenen Person sollte so kurz wie möglich gehalten sein und nur deren signifikante Tätigkeit(en) enthalten.
Neue Namen ggf. auch unter dem Geburts- und Sterbedatum, also etwa unter 1. Januar und im Geburts- und Sterbejahr (2024) eintragen (nur bei entsprechender großer Wichtigkeit). Für Beispiele siehe die schon vorhandenen Artikel.
Außerdem über die fünf zuletzt Verstorbenen, zu denen es einen ausreichend guten Artikel für eine Präsentation auf der Hauptseite gibt, nach der todesbedingten Überarbeitung der Artikel ggf. auch unter Wikipedia Diskussion:Hauptseite informieren und sie am besten auch in den anderen Wikipedia-Sprachversionen eintragen. Tipp: Regelmäßig bei news.google.de nach „ist tot“, „gestorben“ oder „verstorben“ suchen.
Wenn eine Person gestorben ist, gibt es viele Seiten zu dieser Person in der Wikipedia, die davon auch betroffen sind und entsprechend aktualisiert werden müssen. Beispiele: Namenübersichtsseite, Geburtsjahr, Geburtsort-Seiten und viele mehr.
Wie finde ich die betroffenen Seiten?
Im Suchfeld auf der linken Seite gibt man den Suchbegriff so ein: „Vorname Nachname“. Dann klickt man auf Volltext und alle Seiten mit entsprechendem Suchtext werden aufgerufen. Hier sieht man dann schnell, wo auch das Todesjahr Sinn macht oder sogar ein Teil des Artikels angepasst werden muss. Auch hilft das „Werkzeug“ auf der linken Seite sehr gut, um solche Seiten aufzufinden: „Links auf diese Seite“. Somit ist die Wikipedia wieder aktuell in allen Bereichen! Hinweis: bei Eintragung der Kategorie „Gestorben JAHR“ wird der Missbrauchsfilter 49 ausgelöst, was jedoch nicht schlimm ist. Siehe: Spezial:Missbrauchsfilter/49
Dies ist eine Liste von im dritten Quartal 1932 verstorbenen bekannten Persönlichkeiten. Die Einträge erfolgen innerhalb der einzelnen Daten alphabetisch sortiert. Tiere sind im Nekrolog für Tiere zu finden.

## Juli
| Tag      | Name                               | Beruf, bekannt als                                                               | Alter | Beleg |
| -------- | ---------------------------------- | -------------------------------------------------------------------------------- | ----- | ----- |
| 1. Juli  | Karl Tschamber                     | Archivar, Heimatforscher, Lehrer                                                 | 68    |       |
| 2. Juli  | Robert Forster-Larrinaga           | deutscher Schauspieler, Regisseur, Schriftsteller und Musiker                    | 52    |       |
| 2. Juli  | Wilhelm Freiherr Knigge            | deutscher Rittergutsbesitzer und Politiker, MdR                                  | 69    |       |
| 2. Juli  | Manuel II.                         | portugiesischer Adliger, König von Portugal (1908–1910)                          | 42    |       |
| 2. Juli  | Ernst Sachs                        | deutscher Industrieller, Geheimer Kommerzienrat                                  | 64    |       |
| 3. Juli  | Ernst Lauda                        | österreichischer Wasser- und Brückenbautechniker                                 | 72    |       |
| 3. Juli  | Penelope Lawrence                  | englisch-britische Schulgründerin und Schulleiterin                              | 75    |       |
| 3. Juli  | Joseph R. McLaughlin               | US-amerikanischer Politiker                                                      | 81    |       |
| 3. Juli  | Johannes Heinrich Mordtmann        | deutscher Orientalist und Diplomat                                               | 79    |       |
| 3. Juli  | Theo Nestler                       | deutscher Komponist und Chorleiter                                               | 64    |       |
| 3. Juli  | Arthur Hawley Scribner             | US-amerikanischer Verleger                                                       | 73    |       |
| 4. Juli  | Gustav Westphalen                  | deutscher Gewerkschaftsfunktionär                                                | 60    |       |
| 5. Juli  | René Louis Baire                   | französischer Mathematiker                                                       | 58    |       |
| 5. Juli  | William Marcellus Howard           | US-amerikanischer Politiker                                                      | 74    |       |
| 5. Juli  | Josef Parschalk                    | Südtiroler Bildhauer und Restaurator                                             | 68    |       |
| 6. Juli  | Heinrich Eggersglüß                | deutscher Heimatdichter                                                          | 57    |       |
| 6. Juli  | Kenneth Grahame                    | britischer Schriftsteller                                                        | 73    |       |
| 6. Juli  | Johannes Maybaum                   | deutscher Gymnasiallehrer, Altphilologe und Numismatiker                         | 68    |       |
| 6. Juli  | Christian Schrader                 | deutscher Politiker                                                              | 78    |       |
| 6. Juli  | Józef Weyssenhoff                  | polnischer Schriftsteller                                                        | 72    |       |
| 7. Juli  | Karl von Hassell                   | preußischer Verwaltungsbeamter und Parlamentarier                                | 60    |       |
| 7. Juli  | Wilhelm Heyden                     | Hamburger Jurist                                                                 | 87    |       |
| 7. Juli  | Carlo Liviero                      | Bischof von Città di Castello, Seliger der römisch-katholischen Kirche           | 66    |       |
| 7. Juli  | Friedrich Rogge                    | deutscher Landrat und Verbandsvorsteher                                          | 64    |       |
| 8. Juli  | Julius Ackerknecht                 | deutscher Gymnasialprofessor und Französischlehrer                               | 75    |       |
| 8. Juli  | Lipót Baumhorn                     | ungarischer Architekt                                                            | 71    |       |
| 8. Juli  | Samuel Castriota                   | argentinischer Tangopianist, Gitarrist, Bandleader und Komponist                 | 46    |       |
| 8. Juli  | Alexander Grin                     | russischer Schriftsteller                                                        | 51    |       |
| 8. Juli  | Max Kirschbaum                     | letzter Oberbürgermeister von Elberfeld                                          | 49    |       |
| 8. Juli  | Artur Loureiro                     | portugiesischer Maler                                                            | 79    |       |
| 8. Juli  | Carl Robert Stein                  | österreichischer Unternehmer                                                     | 80    |       |
| 8. Juli  | Wilhelm Walloth                    | deutscher Schriftsteller                                                         | 77    |       |
| 8. Juli  | Georg Zitzer                       | deutscher Lehrer und Heimatforscher                                              | 62    |       |
| 9. Juli  | Clarence Emir Allen                | US-amerikanischer Politiker                                                      | 79    |       |
| 9. Juli  | King Camp Gillette                 | Erfinder der Rasierklinge, Unternehmer                                           | 77    |       |
| 9. Juli  | Carl Manchot                       | Arzt und leitender Oberarzt des Jugendamtes in Hamburg                           | 66    |       |
| 10. Juli | Martha Hughes Cannon               | US-amerikanische Ärztin, Frauenrechtlerin und Politikerin                        | 75    |       |
| 10. Juli | Wilhelm Cremer                     | deutscher Schriftsteller und Übersetzer                                          | 58    |       |
| 10. Juli | Wilhelm Feuerherdt                 | Dessauer Sozialdemokrat und Antifaschist                                         | 37    |       |
| 10. Juli | Elsa Glaser                        | deutsche Kunstsammlerin und Übersetzerin                                         |       |       |
| 10. Juli | Gottfried Talle                    | deutscher Polizist                                                               | 24    |       |
| 11. Juli | Alfred Cassirer                    | deutscher Unternehmer und Kunstsammler                                           | 56    |       |
| 11. Juli | Lucien Lesna                       | französischer Radrennfahrer                                                      | 68    |       |
| 11. Juli | Thomas Jefferson Majors            | US-amerikanischer Politiker                                                      | 91    |       |
| 11. Juli | Nathaniel Niles                    | US-amerikanischer Eiskunstläufer                                                 | 46    |       |
| 11. Juli | Friedrich Karl Max Vierhapper      | österreichischer Botaniker und Pflanzensystematiker                              | 56    |       |
| 11. Juli | George F. Williams                 | US-amerikanischer Politiker                                                      | 80    |       |
| 12. Juli | Tomáš Baťa                         | böhmisch-tschechischer Unternehmer, Begründer des Baťa-Schuhkonzerns             | 56    |       |
| 12. Juli | Heinrich Goldkuhle                 | deutscher Jurist, Verwaltungsbeamter und Politiker                               | 60    |       |
| 12. Juli | Otto Lucius von Ballhausen         | deutscher Verwaltungsjurist                                                      | 64    |       |
| 12. Juli | Tochinai Sojirō                    | japanischer Admiral und Vize-Marineminister                                      | 66    |       |
| 13. Juli | Hugo Schulz                        | deutscher Pharmakologe                                                           | 78    |       |
| 13. Juli | Katrín Magnússon                   | isländische Frauenrechtlerin und Politikerin                                     | 74    |       |
| 13. Juli | Max von Vopelius                   | saarländischer Glashüttenbesitzer und Politiker                                  | 59    |       |
| 14. Juli | Carl Felber                        | schweizerisch-deutscher Maler und Radierer                                       | 51    |       |
| 14. Juli | Felix Viktor von Hepke             | preußischer Generalleutnant                                                      | 83    |       |
| 14. Juli | Hans Lasser                        | deutscher Maler                                                                  | 40    |       |
| 14. Juli | Cornelius Rudolf Vietor            | deutscher protestantischer Geistlicher und Schriftsteller                        | 68    |       |
| 14. Juli | Martin Zickel                      | deutscher Regisseur und Theaterleiter                                            | 55    |       |
| 15. Juli | Linn Boyd Benton                   | US-amerikanischer Ingenieur, Erfinder, Typograf und Schriftgießerei-Leiter       | 88    |       |
| 15. Juli | Robert Jecker                      | deutscher Motorradrennfahrer                                                     | 29    |       |
| 15. Juli | C. J. Langenhoven                  | südafrikanischer Schriftsteller, Politiker und Journalist                        | 58    |       |
| 15. Juli | Theodor Mengelbier                 | preußischer Offizier, zuletzt General der Infanterie im Ersten Weltkrieg         | 74    |       |
| 15. Juli | Patrick Joseph O’Connor            | irischer Geistlicher und römisch-katholischer Bischof von Armidale               | 83    |       |
| 15. Juli | Franz Schönbauer                   | österreichischer Mediziner                                                       | 45    |       |
| 16. Juli | Ottomar Hoehne                     | deutscher Mediziner und Hochschullehrer                                          | 60    |       |
| 16. Juli | Rudolf Kraus                       | österreichischer Mediziner                                                       | 63    |       |
| 16. Juli | Herbert Plumer, 1. Viscount Plumer | britischer Generalfeldmarschall und Hochkommissar von Palästina                  | 75    |       |
| 16. Juli | Hugo Ries                          | deutscher Fußballspieler und Mainzer Fußballpionier                              |       |       |
| 17. Juli | Karl Paul Marcus                   | deutscher Kunstschmied der Kaiserzeit                                            | 77    |       |
| 18. Juli | Marius Bauer                       | niederländischer Maler, Zeichner, Lithograf und Cartoonist                       | 65    |       |
| 18. Juli | Max Bauer                          | deutscher Publizist                                                              | 71    |       |
| 18. Juli | Giuseppe Cattori                   | Schweizer Politiker (KVP)                                                        | 66    |       |
| 18. Juli | Jean Jules Jusserand               | französischer Botschafter und Pulitzerpreisgewinner                              | 77    |       |
| 19. Juli | René Bazin                         | französischer Schriftsteller und Jurist                                          | 78    |       |
| 19. Juli | Erich Kanitz                       | deutscher Kommunist und Widerstandskämpfer                                       | 32    |       |
| 19. Juli | Louis Maurer                       | deutsch-amerikanischer Lithograf und Maler                                       | 100   |       |
| 20. Juli | Joseph Bitta                       | deutscher Politiker (Zentrum), MdR                                               | 76    |       |
| 20. Juli | Karl Heimpl                        | österreichischer Bauer und Politiker (CS), Landtagsabgeordneter                  | 75    |       |
| 20. Juli | Karl Krull                         | deutscher Lehrer, Sozialdemokrat                                                 | 26    |       |
| 20. Juli | José Joaquim Nunes                 | portugiesischer Romanist, Lusitanist und Dialektologe                            | 72    |       |
| 21. Juli | Adelbert Niemeyer                  | deutscher Maler, Architekt und Kunstgewerbler                                    | 65    |       |
| 21. Juli | John G. Shaw                       | US-amerikanischer Politiker                                                      | 73    |       |
| 22. Juli | Nanny von Escher                   | Schweizer Schriftstellerin und Rednerin                                          | 77    |       |
| 22. Juli | J. Meade Falkner                   | britischer Autor und Antiquar                                                    | 74    |       |
| 22. Juli | Reginald Fessenden                 | kanadischer Erfinder und Rundfunkpionier                                         | 65    |       |
| 22. Juli | Ludwig Haberlandt                  | österreichischer Physiologe                                                      | 47    |       |
| 22. Juli | Errico Malatesta                   | italienischer Anarchist und Mitbegründer der anarchistischen Bewegung in Italien | 78    |       |
| 22. Juli | Hans Mühlhofer                     | deutscher Theater- und Filmschauspieler                                          | 54    |       |
| 22. Juli | Otto von Schlieben                 | deutscher Jurist, Verwaltungsbeamter und Politiker (DkP, DNVP)                   | 57    |       |
| 22. Juli | Karl Spiegel                       | deutscher Gewerkschafter und Politiker (SPD), MdR                                | 64    |       |
| 22. Juli | Florenz Ziegfeld junior            | US-amerikanischer Theater- und Filmproduzent                                     | 65    |       |
| 23. Juli | Günther Groenhoff                  | deutscher Segelflugpionier                                                       | 24    |       |
| 23. Juli | Paul Köthner                       | deutscher Chemiker und antisemitischer Schriftsteller                            | 62    |       |
| 23. Juli | August Reiser                      | deutscher Bankmanager                                                            | 71    |       |
| 23. Juli | Alberto Santos Dumont              | brasilianischer Luftschiffer und Flugpionier                                     | 59    |       |
| 23. Juli | Henry St. George Tucker III        | US-amerikanischer Politiker                                                      | 79    |       |
| 23. Juli | Reginald Westendarp                | deutscher Fußballspieler und -schiedsrichter                                     | 57    |       |
| 23. Juli | Georg Wiesenbacher                 | deutscher Politiker                                                              | 39    |       |
| 23. Juli | Theodor Windisch                   | Landtagsabgeordneter Volksstaat Hessen                                           | 52    |       |
| 24. Juli | Ottomar von Mayenburg              | deutscher Apotheker                                                              | 66    |       |
| 25. Juli | Cyriel Buysse                      | flämisch schreibender, naturalistischer belgischer Schriftsteller                | 72    |       |
| 25. Juli | Caleb Powers                       | US-amerikanischer Politiker                                                      | 63    |       |
| 25. Juli | Wilhelm Wedding                    | deutscher Naturwissenschaftler und Hochschullehrer                               | 71    |       |
| 26. Juli | Karl Hammerschmidt                 | Gymnasialdirektor und Politiker                                                  | 70    |       |
| 26. Juli | Josef Huber                        | österreichischer Maler, tätig in München und Düsseldorf                          | 74    |       |
| 26. Juli | Oliver Kellogg                     | US-amerikanischer Mathematiker                                                   | 54    |       |
| 26. Juli | Georg Zaeschmar                    | deutscher Reichsgerichtsrat                                                      | 80    |       |
| 27. Juli | Alexandre-M. Clerk                 | kanadischer Komponist und Dirigent                                               | 70    |       |
| 27. Juli | Josephine Crowell                  | kanadisch-amerikanische Schauspielerin                                           | 73    |       |
| 27. Juli | Gisela von Österreich              | Erzherzogin von Österreich                                                       | 76    |       |
| 27. Juli | Lina Sommer                        | Mundartdichterin                                                                 | 70    |       |
| 27. Juli | Eduard Schwanhäußer                | deutscher Unternehmer                                                            | 61    |       |
| 27. Juli | Eduard Williger                    | deutscher Klassischer Philologe                                                  | 32    |       |
| 28. Juli | Edvard Bay                         | dänischer Zoologe und Geologe                                                    | 65    |       |
| 28. Juli | Charlotte Munck                    | dänische Krankenschwester und Präsidentin des dänischen Krankenpflegeverbandes   | 56    |       |
| 28. Juli | Curt von Pappritz                  | deutscher Rittergutsbesitzer und Parlamentarier                                  | 78    |       |
| 28. Juli | William Willcocks                  | britischer Bauingenieur                                                          | 79    |       |
| 29. Juli | Amelia Bailey                      | australische Sängerin                                                            | 89    |       |
| 29. Juli | Michael von Kast                   | österreichischer Gutsbesitzer und Politiker, Landtagsabgeordneter                | 72    |       |
| 29. Juli | Albert Krecke                      | deutscher Chirurg und Autor                                                      | 69    |       |
| 29. Juli | Franz Xaver Reitterer              | österreichischer Schriftsteller und Politiker                                    | 63    |       |
| 29. Juli | Heinrich Schwanold                 | deutscher Lehrer und Heimatforscher                                              | 65    |       |
| 30. Juli | Siro Borrani                       | Schweizer römisch-katholische Geistlicher und Kirchenhistoriker                  | 71    |       |
| 30. Juli | Heinrich Kraus von Elislago        | österreichischer Feldmarschallleutnant                                           | 70    |       |
| 30. Juli | Paul Lange                         | deutscher Architekt                                                              | 78    |       |
|          | Georg Dinges                       | russischer Germanist                                                             | 40    |       |

## August
| Tag        | Name                                   | Beruf, bekannt als                                                                                            | Alter | Beleg |
| ---------- | -------------------------------------- | --- | ----- | ----- |
| 1. August  | Luise Glaß                             | deutsche Schriftstellerin                                                                                     | 75    |       |
| 1. August  | Theodor Pleske                         | russischer Ornithologe und Zoologe                                                                            | 74    |       |
| 1. August  | Gustav Sauf                            | deutscher Gewerkschafter und Politiker                                                                        | 44    |       |
| 1. August  | Axel Schaffeld                         | deutscher Maschinenbaustudent, NS-Hochschulgruppen- und SA-Sturmführer                                        | 27    |       |
| 2. August  | Juana Alarco de Dammert                | peruanische Erzieherin und Philanthropin                                                                      | 90    |       |
| 2. August  | Dan Brouthers                          | US-amerikanischer Baseballspieler                                                                             | 74    |       |
| 2. August  | Wenzel Anton Frind                     | deutsch-böhmischer Theologe, Kirchenhistoriker und Weihbischof der Erzdiözese Prag                            | 89    |       |
| 2. August  | Angelo Knorr                           | deutscher Chemiker und Fußballfunktionär                                                                      | 50    |       |
| 2. August  | Paul Schröder                          | deutscher Pädagoge und Politiker (SPD)                                                                        | 56    |       |
| 2. August  | Ignaz Seipel                           | österreichischer katholischer Theologe und Politiker (CS), Abgeordneter zum Nationalrat                       | 56    |       |
| 2. August  | Bernhard Sickert                       | britischer Maler                                                                                              |       |       |
| 3. August  | Ignaz Gaugengigl                       | deutscher Maler                                                                                               | 79    |       |
| 3. August  | Frank Trimble O’Hair                   | US-amerikanischer Politiker                                                                                   | 62    |       |
| 3. August  | Karl Poppe                             | deutscher Geistlicher und Politiker (Zentrum), MdR                                                            | 68    |       |
| 3. August  | Hermann Quarck                         | deutscher Staatsrat und Politiker (NLP), MdR                                                                  | 58    |       |
| 3. August  | Ellen Browning Scripps                 | amerikanische Journalistin, Frauenrechtlerin, Unternehmerin und Philanthropin                                 | 95    |       |
| 4. August  | Alfred Henry Maurer                    | US-amerikanischer Maler                                                                                       | 64    |       |
| 4. August  | James Oppenheim                        | US-amerikanischer Poet, Autor und Herausgeber                                                                 | 50    |       |
| 4. August  | Frank Willis                           | britischer Radierer                                                                                           | 66    |       |
| 5. August  | John Paul Goode                        | US-amerikanischer Kartograph                                                                                  | 69    |       |
| 5. August  | Israël Querido                         | niederländischer Schriftsteller                                                                               | 59    |       |
| 5. August  | Hella Unger                            | österreichische Bildhauerin und Medailleurin                                                                  | 57    |       |
| 6. August  | Fritz Godow                            | deutscher Schriftsteller und Lehrer                                                                           | 81    |       |
| 6. August  | Václav Vojtěch                         | tschechoslowakischer Geograph und Polarforscher                                                               | 30    |       |
| 7. August  | Hubert Gangl                           | österreichischer Architekt                                                                                    | 57    |       |
| 7. August  | Bernhard Gehweiler                     | deutscher Politiker                                                                                           | 52    |       |
| 7. August  | Mitrofan Konstantinowitsch Martschenko | russischer Geheimdienstoffizier                                                                               | 65    |       |
| 7. August  | Charles William Wallace                | US-amerikanischer Gelehrter und Forscher im Bereich des Elisabethanischen Theaters                            | 67    |       |
| 8. August  | James F. Burke                         | US-amerikanischer Politiker                                                                                   | 64    |       |
| 8. August  | Georg Kleinfeller                      | deutscher Rechtswissenschaftler                                                                               | 74    |       |
| 9. August  | Sante Ceccherini                       | italienischer Generalleutnant und Fechter                                                                     | 68    |       |
| 9. August  | John Charles Fields                    | kanadischer Mathematiker                                                                                      | 69    |       |
| 9. August  | Clara Grosch                           | deutsch-schweizerische Kunstmalerin                                                                           | 69    |       |
| 9. August  | Jean-Aimé LeRoy                        | US-amerikanischer Erfinder und vorgeblicher Pionier der Kinogeschichte                                        | 78    |       |
| 9. August  | Polykarp Pflieger                      | deutscher Verwaltungsjurist                                                                                   | 64    |       |
| 9. August  | Annie Tollenaar-Ermeling               | niederländische Bildhauerin, Zeichnerin, Lithografin                                                          | 67    |       |
| 10. August | Carl Alfred Bock                       | norwegischer Naturforscher und Entdecker                                                                      | 82    |       |
| 10. August | Vladimiras Dubeneckis                  | russisch-litauischer Architekt und Hochschullehrer                                                            | 43    |       |
| 10. August | Fritz Hampel                           | deutscher satirischer Schriftsteller, Journalist und Karikaturist                                             | 37    |       |
| 11. August | Nicola Geisse-Winkel                   | deutscher Opernsänger (Bariton)                                                                               | 60    |       |
| 11. August | Martin Antoine Ryerson                 | US-amerikanischer Kunstsammler, Unternehmer, Rechtsanwalt und Mäzen                                           | 75    |       |
| 11. August | Stepan Wassyltschenko                  | ukrainischer Lehrer und Schriftsteller                                                                        | 53    |       |
| 11. August | Maximilian Alexandrowitsch Woloschin   | russischer Dichter und Maler                                                                                  | 55    |       |
| 12. August | Hermann Joseph Hinterstoisser          | österreichischer Chirurg, Oberstabsarzt und Krankenhausdirektor                                               | 70    |       |
| 12. August | Jussi Salila                           | finnischer Ringer                                                                                             | 48    |       |
| 12. August | Hans Walter                            | preußischer Generalleutnant der Eisenbahntruppen                                                              | 80    |       |
| 12. August | Franz Wilhelm van den Wyenbergh        | deutscher Goldschmied                                                                                         | 78    |       |
| 13. August | Wilhelm Büsing                         | deutscher Reichsgerichtsrat                                                                                   | 78    |       |
| 13. August | Traugott Geering                       | Schweizer Ökonom und Historiker                                                                               | 73    |       |
| 14. August | August Broda                           | deutscher Baptistenpastor                                                                                     | 65    |       |
| 14. August | Emil Maier                             | deutscher Politiker (SPD), Staatsrat, Staatsminister, MdL                                                     | 56    |       |
| 14. August | Oskar Pfungst                          | deutscher Psychologe                                                                                          | 58    |       |
| 14. August | Johann Jakob Rebmann                   | Schweizer Politiker, Landwirt und Viehzüchter                                                                 | 85    |       |
| 14. August | Georg Schmorl                          | deutscher Pathologe und Hochschullehrer                                                                       | 71    |       |
| 16. August | August Burchard                        | deutscher Mediziner, Augenarzt, Chefarzt und Klinikleiter in Breslau                                          | 87    |       |
| 16. August | António Cálem                          | portugiesischer Kaufmann                                                                                      | 71    |       |
| 16. August | Stanisław Lubomirski                   | polnischer Hochschullehrer                                                                                    | 57    |       |
| 16. August | Ernst Mayer                            | deutscher Rechtshistoriker                                                                                    | 70    |       |
| 17. August | Julius Baumann                         | liberaler Politiker und Minister in Württemberg                                                               | 63    |       |
| 17. August | Karl von Elsässer                      | deutscher Jurist                                                                                              | 82    |       |
| 17. August | Carl Goetz                             | österreichischer Schauspieler                                                                                 | 70    |       |
| 18. August | George Whitfield Andrews               | US-amerikanischer Komponist, Organist und Musikpädagoge                                                       | 71    |       |
| 18. August | Ida Hiedler                            | österreichische Opernsängerin                                                                                 | 64    |       |
| 18. August | James Phillips                         | schottischer Fußballspieler                                                                                   |       |       |
| 18. August | Jožef Pogačnik                         | slowenischer Landwirt und Politiker                                                                           | 65    |       |
| 18. August | Isak Zeeb                              | grönländischer Landesrat                                                                                      | 69    |       |
| 18. August | Hans Zenker                            | deutscher Marineoffizier, zuletzt Admiral                                                                     | 62    |       |
| 19. August | Josef Alken                            | deutscher Opernsänger (Bass) und Schauspieler                                                                 | 75    |       |
| 19. August | Louis Anquetin                         | französischer Maler                                                                                           | 71    |       |
| 19. August | Johann Schober                         | österreichischer Jurist, Beamter und Politiker, Abgeordneter zum Nationalrat, Bundeskanzler und Außenminister | 57    |       |
| 19. August | Edward Schroeder Prior                 | britischer Architekt, Architekturhistoriker                                                                   | 80    |       |
| 20. August | Josef Bürgi                            | Schweizer Politiker                                                                                           | 68    |       |
| 20. August | Paul Keller                            | schlesischer Publizist und Schriftsteller                                                                     | 59    |       |
| 20. August | Margarete Loewe                        | deutsche Historien-, Porträt- und Genremalerin sowie Grafikerin und Radiererin der Düsseldorfer Schule        | 78    |       |
| 20. August | Gino Watkins                           | britischer Polarforscher                                                                                      | 25    |       |
| 20. August | Henri Wijnoldy-Daniëls                 | niederländischer Fechter                                                                                      | 42    |       |
| 21. August | Frederick Corder                       | englischer Komponist                                                                                          | 80    |       |
| 21. August | Lorenzo Coullaut Valera                | spanischer Bildhauer                                                                                          | 56    |       |
| 21. August | Karl Gandorfer                         | deutscher Politiker (BBB; DBP), MdR                                                                           | 57    |       |
| 21. August | Alfred von Göringer                    | bayerischer General der Infanterie                                                                            | 75    |       |
| 22. August | Otto Rötzscher                         | deutscher Politiker (KPD/KPO), MdL Sachsen                                                                    | 41    |       |
| 23. August | Berta Franzos                          | österreichische Übersetzerin                                                                                  | 81    |       |
| 23. August | Hermann Niehaus                        | Stammapostel der Neuapostolischen Kirche                                                                      | 84    |       |
| 23. August | Ernst Schmidt                          | württembergischer Oberamtmann                                                                                 | 58    |       |
| 24. August | Helene Brehm                           | deutsche Heimatdichterin, Lehrerin                                                                            | 70    |       |
| 24. August | Emil Dettwiler                         | Schweizer Baumeister und Architekt                                                                            | 67    |       |
| 24. August | Laurids Kjær                           | dänischer Sportschütze                                                                                        | 80    |       |
| 24. August | Marcellus Schiffer                     | deutscher Schriftsteller                                                                                      | 40    |       |
| 24. August | Väinö Siikaniemi                       | finnischer Leichtathlet                                                                                       | 45    |       |
| 25. August | Hermann Kirchhoff                      | deutscher Admiral, Militärhistoriker                                                                          | 81    |       |
| 25. August | Reinhard Mumm                          | deutscher Theologe und Politiker (CSP, DVNP;CSVP), MdR                                                        | 59    |       |
| 26. August | Ernesto Basile                         | italienischer Architekt des Jugendstils                                                                       | 75    |       |
| 26. August | Jean Julien Champagne                  | französischer Alchemist und esoterischer Schriftsteller                                                       | 55    |       |
| 26. August | Samuel Goldflam                        | polnischer Neurologe                                                                                          | 80    |       |
| 27. August | Friedrich von Gaisberg-Schöckingen     | deutscher Gutsherr, Politiker, Genealoge und Heraldiker                                                       | 74    |       |
| 27. August | Johann Hackfeld                        | deutscher Kaufmann und Konsul                                                                                 | 75    |       |
| 27. August | Alessandro Onofri                      | italienischer Organist und Komponist                                                                          | 58    |       |
| 27. August | Charles W. Waterman                    | US-amerikanischer Politiker (Republikanische Partei)                                                          | 70    |       |
| 28. August | Johann Guritzer                        | österreichischer Pilot                                                                                        | 35    |       |
| 28. August | Virginie Hériot                        | französische Seglerin                                                                                         | 42    |       |
| 28. August | Carl Theodor Meyer-Basel               | Schweizer Maler und Grafiker                                                                                  | 72    |       |
| 28. August | Hassan Mostofi                         | iranischer Politiker und Ministerpräsident Irans                                                              |       |       |
| 28. August | Jean Nouguès                           | französischer Komponist                                                                                       | 57    |       |
| 28. August | Adolf Schwarz                          | deutscher Politiker (USPD, SPD), MdR                                                                          | 48    |       |
| 29. August | Andō Teibi                             | General der kaiserlich japanischen Armee                                                                      | 78    |       |
| 29. August | Hedwig von Bredow                      | deutsche Verbandsfunktionärin und Reisende                                                                    | 78    |       |
| 30. August | Rudolf von Borries                     | deutscher Offizier, zuletzt Generalmajor der Reichswehr sowie Militärschriftsteller                           | 68    |       |
| 30. August | Herbert Gatschke                       | deutsches SA-Mitglied                                                                                         | 25    |       |
| 30. August | Julius Havemann                        | deutscher Schriftsteller                                                                                      | 65    |       |
| 30. August | Wilhelmus Marinus van Rossum           | niederländischer Geistlicher, Kardinal der römisch-katholischen Kirche                                        | 77    |       |
| 30. August | Josef Zuth                             | österreichischer Musikpädagoge, Journalist und Musikforscher                                                  | 52    |       |
| 31. August | Moyshe-Leyb Halpern                    | jiddischer Dichter der Moderne                                                                                | 46    |       |
| 31. August | Friedrich Schuster                     | österreichischer Manager und Politiker                                                                        | 68    |       |
| 31. August | Joseph Wiedeberg                       | deutscher Gewerkschaftsvorsitzender und Politiker (Zentrum), MdR                                              | 59    |       |
|            | Karl Rieck                             | deutscher Pädagoge und Heimatforscher                                                                         |       |       |

## September
| Tag           | Name                                 | Beruf, bekannt als                                                                                | Alter | Beleg |
| ------------- | ------------------------------------ | ------------------------------------------------------------------------------------------------- | ----- | ----- |
| 1. September  | Irene Abendroth                      | österreichische Sängerin in der Stimmlage Koloratur-Sopran                                        | 60    |       |
| 1. September  | Santos Cifuentes Rodríguez           | kolumbianischer Komponist                                                                         | 61    |       |
| 1. September  | Eduard Haug                          | deutsch-schweizerischer Lehrer und Politiker                                                      | 76    |       |
| 1. September  | Carl Rohrbach                        | Gymnasialdirektor und Amateurastronom in Gotha                                                    | 71    |       |
| 1. September  | Adolf Gerhard Ludwig von Thadden     | preußischer Verwaltungsjurist und Landrat                                                         | 74    |       |
| 1. September  | Heinrich Wastian                     | österreichischer Politiker (GDVP) und Schriftsteller                                              | 56    |       |
| 2. September  | Carl von Ewald                       | deutscher Reichsgerichtsrat, hessischer Regierungschef                                            | 80    |       |
| 3. September  | Marx Maier                           | deutscher Hauptschullehrer und Chasan                                                             | 57    |       |
| 3. September  | Otto Meyer                           | deutscher Ingenieur und Manager                                                                   | 65    |       |
| 3. September  | Pawel Trofimowitsch Morosow          | sowjetischer Bauernjunge                                                                          | 13    |       |
| 4. September  | William David Blakeslee Ainey        | US-amerikanischer Politiker                                                                       | 68    |       |
| 4. September  | Axel Heiberg                         | norwegischer Geschäftsmann und Mäzen                                                              | 84    |       |
| 4. September  | Leo Maduschka                        | deutscher Bergsteiger, Germanist und Autor                                                        | 24    |       |
| 4. September  | Heinrich Schulz                      | deutscher Politiker (SPD), MdR                                                                    | 59    |       |
| 5. September  | Paul Bern                            | US-amerikanischer Filmproduzent, Filmregisseur und Drehbuchautor                                  | 42    |       |
| 5. September  | Stefan Novák                         | griechisch-katholischer Bischof von Prešov                                                        | 52    |       |
| 6. September  | Waldemar Belck                       | deutscher Chemiker und Archäologe                                                                 | 70    |       |
| 6. September  | Karoline Breitinger                  | deutsche Ärztin und Frauenrechtlerin                                                              | 81    |       |
| 6. September  | Roberto Donetta                      | Schweizer Fotograf                                                                                | 67    |       |
| 6. September  | Alexander von Oldenburg              | russischer Adeliger und Militär                                                                   | 88    |       |
| 7. September  | Josefine von Artner                  | österreichisch-deutsche Opernsängerin (Sopran) und Gesangspädagogin                               | 62    |       |
| 7. September  | Rudolf Hoffmann                      | deutscher Metallhüttenmann und Hochschullehrer                                                    | 59    |       |
| 7. September  | Albert David Jordan                  | kanadischer Organist, Dirigent und Musikpädagoge                                                  | 55    |       |
| 7. September  | Rudolf Jugoviz                       | österreichischer Forstmann                                                                        | 64    |       |
| 7. September  | Theodor Kolle                        | deutscher Opernsänger (Bass), Musidirektor und Gesangspädagoge                                    | 88    |       |
| 7. September  | Edgar Martini                        | deutscher Klassischer Philologe                                                                   | 61    |       |
| 7. September  | Carl Partsch                         | deutscher Chirurg und Hochschullehrer in Breslau, Pionier der zahnärztlichen Chirurgie            | 77    |       |
| 7. September  | Georg von Waldersee                  | preußischer Generalleutnant im Ersten Weltkrieg                                                   | 72    |       |
| 8. September  | Christian von Ehrenfels              | österreichischer Philosoph                                                                        | 73    |       |
| 9. September  | Moses H. Sherman                     | US-amerikanischer Lehrer, Schulleiter, Bankier, Geschäftsmann, Großgrundbesitzer und Politiker    | 78    |       |
| 9. September  | Alajos Szokolyi                      | slowakisch-ungarischer Leichtathlet, Teilnehmer der ersten Olympischen Sommerspiele 1896          | 61    |       |
| 9. September  | Stojan Zaimow                        | bulgarischer Revolutionär und Freiheitskämpfer                                                    | 79    |       |
| 10. September | Hans Hassel                          | deutscher Jurist und Präsident des Verwaltungsgerichtshofes Braunschweig                          | 72    |       |
| 10. September | Franz Liftl                          | österreichischer Musiker und Komponist                                                            | 68    |       |
| 10. September | Ludwig Wahrmund                      | österreichischer Jurist                                                                           | 72    |       |
| 11. September | Anatol von Bigot de Saint-Quentin    | österreichischer Offizier                                                                         | 83    |       |
| 11. September | Émile Dind                           | Schweizer Politiker (FDP)                                                                         | 77    |       |
| 11. September | Fritz Lemmermayer                    | österreichischer Schriftsteller und Journalist                                                    | 75    |       |
| 12. September | Howhannes Adamjan                    | armenischer Ingenieur und Fernsehpionier                                                          | 53    |       |
| 12. September | Ovide Decroly                        | belgischer Arzt, Psychologe und Reformpädagoge                                                    | 61    |       |
| 12. September | Theodor Landau                       | deutscher Mediziner                                                                               | 71    |       |
| 12. September | William Meyer                        | deutscher Lehrer, Historiker und Bibliothekar                                                     | 49    |       |
| 13. September | Carl Johnson                         | US-amerikanischer Weitspringer                                                                    | 34    |       |
| 13. September | Julius Röntgen                       | deutsch-niederländischer Komponist und Pianist                                                    | 77    |       |
| 14. September | Alexander Altman                     | ukrainisch-französischer Landschaftsmaler                                                         | 54    |       |
| 14. September | Jean Cras                            | französischer Komponist und Admiral                                                               | 53    |       |
| 14. September | John Dick                            | schottischer Fußballspieler und -trainer                                                          | 55    |       |
| 14. September | Pawel Timofejewitsch Gorgulow        | Mörder                                                                                            | 37    |       |
| 14. September | Otto Friedrich Weinlig               | deutscher Industrieller                                                                           | 65    |       |
| 14. September | Anton Karl Wüst                      | österreichischer Politiker (DnP), Abgeordneter zum Nationalrat                                    | 69    |       |
| 15. September | William Craven, 5. Earl of Craven    | britischer Peer                                                                                   | 35    |       |
| 15. September | Willem Eijmers                       | niederländischer Fußballschiedsrichter                                                            | 47    |       |
| 15. September | Richard Müller-Goldegg               | deutscher Jurist in der Finanz- und Zollverwaltung                                                | 80    |       |
| 15. September | Georg Vortmann                       | österreichischer Chemiker und Hochschullehrer                                                     | 78    |       |
| 15. September | Josef Zumbühl                        | Schweizer Politiker                                                                               | 64    |       |
| 16. September | Siegfried Buchenau                   | deutscher Kaufmann, Gutspächter und Kunstsammler                                                  | 61    |       |
| 16. September | Lincoln Dixon                        | US-amerikanischer Politiker                                                                       | 72    |       |
| 16. September | Peg Entwistle                        | walisisch-stämmige US-amerikanische Schauspielerin                                                | 24    |       |
| 16. September | Norbert Falk                         | österreichisch-deutscher Drehbuchautor und Journalist                                             | 61    |       |
| 16. September | Ike Fraizer                          | US-amerikanischer Politiker                                                                       | 57    |       |
| 16. September | Hermann Franke                       | deutscher Geologe                                                                                 | 84    |       |
| 16. September | Ronald Ross                          | englischer Mediziner und Träger des Nobelpreis für Medizin (1902)                                 | 75    |       |
| 17. September | Leopold Blonder                      | österreichischer Filmarchitekt und Regisseur beim deutschen Film                                  | 39    |       |
| 17. September | Theodor Lürman                       | deutscher Richter und Politiker, MdBB, Bremer Senator                                             | 70    |       |
| 18. September | Cornélie Caroline van Asch van Wijck | niederländische Bildhauerin                                                                       | 31    |       |
| 18. September | Julius Schreiber                     | deutscher Internist und Hochschullehrer                                                           | 84    |       |
| 19. September | Wladimir Michailowitsch Besobrasow   | russischer General der Kavallerie                                                                 | 75    |       |
| 19. September | Rudolf Brockhaus                     | deutscher Prediger, Bibelausleger und Verleger der Brüderbewegung                                 | 76    |       |
| 19. September | Manfredi Gravina                     | italienischer Marineoffizier, Diplomat und Hoher Kommissar in der Freien Stadt Danzig (1929–1932) | 49    |       |
| 19. September | Hermann Kreth                        | deutscher Jurist, Wirtschaftsfunktionär und Politiker, MdR                                        | 72    |       |
| 20. September | Francisco S. Carvajal                | mexikanischer Jurist und Politiker                                                                | 61    |       |
| 20. September | John Ellis                           | britischer Henker (1901–1924)                                                                     | 57    |       |
| 20. September | Eduard Fritsch                       | deutscher evangelischer Theologe und Superintendent                                               | 79    |       |
| 20. September | Ernst Hoff                           | deutscher Verbandsfunktionär                                                                      | 60    |       |
| 20. September | Friedrich Niebergall                 | deutscher Pfarrer und evangelischer Theologe                                                      | 66    |       |
| 20. September | Johann Piger                         | österreichischer Bildhauer                                                                        | 84    |       |
| 20. September | Léon Ringuet                         | kanadischer Organist, Dirigent und Komponist                                                      | 74    |       |
| 20. September | Eduard Scharrer                      | deutscher Unternehmer                                                                             | 52    |       |
| 20. September | Max Slevogt                          | deutscher Maler, Grafiker, Illustrator und Bühnenbildner des Impressionismus                      | 63    |       |
| 20. September | Wovoka                               | Prophet der Paviotso-Paiute-Indianer                                                              |       |       |
| 21. September | Franz Schmitt                        | deutscher Politiker (SPD), MdR                                                                    | 70    |       |
| 22. September | Outram Bangs                         | US-amerikanischer Zoologe                                                                         | 69    |       |
| 22. September | Maurice Holleaux                     | französischer Gräzist, Althistoriker und Klassischer Archäologe                                   | 71    |       |
| 22. September | Wilhelm Hülsemann                    | deutscher Politiker                                                                               | 79    |       |
| 22. September | Adele Radnitzky-Mandlick             | österreichische Musikerin und Pianistin                                                           | 67    |       |
| 23. September | Jules Chéret                         | französischer Lithograf, Grafiker und Maler                                                       | 96    |       |
| 23. September | Ernst Goverts                        | deutscher Richter und Politiker, MdHB                                                             | 80    |       |
| 23. September | Rudolf von Seckendorff               | deutscher Jurist                                                                                  | 87    |       |
| 24. September | Frants Buhl                          | dänischer Orientalist und Alttestamentler                                                         | 82    |       |
| 24. September | Clive Dunfee                         | britischer Börsenmakler und Automobilrennfahrer                                                   | 28    |       |
| 24. September | Stuart Stickney                      | US-amerikanischer Golfer                                                                          | 55    |       |
| 25. September | Eduard Isenmann                      | deutscher Politiker (Zentrum), MdR                                                                | 72    |       |
| 25. September | Napoleon Lambelet                    | griechisch-britischer Komponist                                                                   |       |       |
| 25. September | Anna Oventrop                        | deutsche Politikerin (USPD, SPD)                                                                  | 54    |       |
| 25. September | Joel Pringle                         | US-amerikanischer Militär, Vizeadmiral der United States Navy                                     | 59    |       |
| 26. September | Chaim Chissin                        | Arzt und BILU-Pionier                                                                             | 67    |       |
| 26. September | Pierre Degeyter                      | französischer Komponist des Arbeiterlieds „Die Internationale“                                    | 83    |       |
| 26. September | Karl Pippich                         | österreichischer Maler                                                                            | 70    |       |
| 27. September | Barton Warren Evermann               | US-amerikanischer Ichthyologe                                                                     | 78    |       |
| 27. September | Augusta Kaiser                       | deutsche Bildhauerin und Keramikerin der Moderne                                                  | 37    |       |
| 27. September | John Sharp Williams                  | US-amerikanischer Politiker                                                                       | 78    |       |
| 28. September | Emil Orlik                           | böhmischer Maler, Grafiker und Kunsthandwerker                                                    | 62    |       |
| 28. September | Georg Schiele                        | deutscher Politiker (DNVP), MdR                                                                   | 63    |       |
| 29. September | Hermann Mutzenbecher                 | deutscher Versicherungsunternehmer                                                                | 77    |       |
| 29. September | Jesse Pomeroy                        | US-amerikanischer Mörder                                                                          | 72    |       |
| 29. September | Emile van Ermengem                   | belgischer Mediziner                                                                              | 81    |       |
| 30. September | Constantin Coandă                    | rumänischer Militär, Politiker und Ministerpräsident                                              | 75    |       |